# پالس د لارا
پالس د لارا (به اسپانیایی: Paúles de Lara) یک منطقهٔ مسکونی در اسپانیا است که در خوریسدیکسین د لارا واقع شده‌است.